# Муминов, Тохирджон Рахимджонович
Тохирджон Рахимджонович Муминов (тадж. Тоҳирҷон Раҳматҷонович Муъминов; 6 августа 1970 года, Душанбе, Таджикская ССР, СССР) — советский и таджикский футболист, тренер. Позиция — полузащитник. Образование — высшее, в 1991 году окончил ТИФК им. Калинина. Имеет лицензию «A» — AFC.

## Биография
Футбол стал заниматься с 10 лет. Начинал играть в дублирующем составе «Памира», однако за основу провел всего 1 игру на Кубок СССР. В 1990 стал выступать во 2-й лиге в фарм-клубе «Памира» — «Вахше» из Курган-Тюбе.
В первой половине 1990-х, в независимом чемпионате Таджикистана вновь выступал за «Памир».
Одновременно привлекался к редким играм сборной, что впрочем не помешало ему стать одним из лучших снайперов в составе. Рекордсмен сборной по числу проведенных игр и забитых мячей.
В 1996, после очередного развала «Памира», уехал в Узбекистан. Играл за «Андижан». Карьеру завершил в «Регар-ТадАЗе» (Душанбе).
За карьеру футболиста на профессиональном уровне забил около 90 голов в чемпионатах Таджикистана и Узбекистана
Был играющим тренером в гиссарском «Фаррухе». В 2007 работал с «Энергетиком» (Душанбе), в октябре 2008 — и. о. главного тренера «Вахша».
Позже — главный тренер вахдатского «Хайра».

## Достижения в качестве игрока
- (1993) — Серебряный призёр чемпионата Таджикистана
- (1994) — Серебряный призёр чемпионата Таджикистана
- (1995) — Чемпион Таджикистана
- (2005) — Обладатель кубка AFC

## Достижения в качестве тренера
- (2014) — 2 место, «Хайр» Вахдат
- (2015) — 3 место, «Равшан» Куляб
- (2017) — 3 место, «ЦСКА-Памир» Душанбе

## Семья
Женат, имеет 4-х детей.